# Batalla de las Mil islas
La Batalla de las Mil Islas se libró del 16 al 24 de agosto de 1760, en la parte superior del río San Lorenzo, entre las Mil Islas, a lo largo de la actual frontera entre Estados Unidos y Canadá, entre tropas británicas y fuerzas francesas durante diversas fases de la guerra franco-india.
El combate tuvo lugar en Fort Lévis (alrededor de una milla río abajo de la actual Ogdensburg Prescott-International Bridge), Point au Baril (actual Maitland, Ontario) y en las aguas circundantes y las islas. La pequeña guarnición francesa en Fort Lévis aguantó la ofensiva británica en la bahía durante más de una semana, hundiendo dos buques de guerra británicos y paralizando un tercio de la flota inglesa anclada en la bahía. Su resistencia retrasó el avance británico al oeste de Montreal.
- Datos: Q2890697